# الناصر يوسف
الناصر يوسف بن محمد بن غازي بن يوسف (627 - 659 هـ / 1230 - 1261 م) هو آخر ملوك بني أيوب، ولد بقلعة حلب سنة سبع وعشرين وستمائة هجري.

## نسبه
هو النَّاصِرُ يُوْسُفُ بنُ مُحَمَّدِ بنِ غَازِي بنِ يُوْسُفَ بنِ أَيُّوْبَ الأيوبي صَاحِبُ حَلَبَ وَدِمَشْقَ.

## حياته
ملكه خاله السلطان الملك الكامل في سنة أربع وثلاثين رعاية لأخته الصاحبة جدة الناصر، فدبر دولته المقر شمس الدين لؤلؤ الأميني وإقبال، والجمال القفطي الوزير، والأمور كلها منوطة بالصاحبة، وتوجه رسولا قاضي حلب زين الدين بن الأستاذ إلى الكامل ومعه سلاح العزيز وعدته فحزن عليه الكامل.
وفي سنة ثمان وأربعين في ربيع الآخر نازل سلطان دمشق ففتحت له، واستولى عليها وجعلها مقر ملكه، ثم سارع ليأخذ مصر فانهزم، وقتل نائبه لؤلؤ.
وفي سنة اثنتين وخمسين كان عرسه على بنت صاحب الروم وأولدها. وكان جوادا ممدحا، حسن الأخلاق، مزاحا، لعابا، كثير الحلم، محبا للأدب والعلم، وفي دولته انحلال وانخناث؛ لعدم سطوته، وكان يمد سماطه باهرا من الدجاج المحشي ويذبح له في اليوم أربع مائة رأس، فيبيع الفراشون من الزبادي الكبار الفاخرة الأطعمة شيئا كثيرا؛ بحيث إن الناصر زار يوما العز المطرز فمد له أطعمة فاخرة فتعجب وكيف تهيأ ذلك، فقال: يا خوند لا تعجب فكله من فضلة سماط السلطان أيده الله.
وكان السلطان يحفظ كثيرا من النوادر والأشعار، ويباسط جلساءه، وقيل: ربما غرم على السماط عشرين ألفا. أنشأ مدرسته بدمشق، وحضرها يوم التدريس، وأنشأ الرباط الكبير، وأنشأ خان الطعم، ولما أقبلت التتار، تأخر إلى قطيا، ثم خاف من المصريين، فشرق نحو التيه، ورد إلى البلقاء فكبسته التتار فهرب، ثم انخدع واغتر بأمانهم، فذهب وندم، وبقي في هوان وغربة، هو وأخوه الملك الظاهر. وقيل: لما كبسوه دخل البرية فضايقوه حتى عطش فسلم نفسه، فأتوا به إلى كتبغا وهو يحاصر عجلون فوعده وكذبه وسقاه خمرا، وقيل: أكرمه هولاوو مدة، فلما جاءه قتل كتبغا انزعج وأخرج غيظه في الناصر وأخيه، فيقال: قتل بالسيف بتبريز رماه بسهم، وضربت عنق أخيه وجماعة ممن معه في أواخر سنة ثمان وخمسين وستمائة وعاش إحدى وثلاثين سنة رحمه الله. وقيل: إنه ما سلم نفسه إلى التتار حتى بلغت عنده الشربة مائة دينار.
ذكر قطب الدين إن هولاكو لما سمع بهزيمة عين جالوت غضب وتنكر للناصر، ولما بلغه وقعة حمص انزعج، وقتله، وقيل: خصه بعذاب دون رفاقه، وله شعر جيد.
قال ابن واصل: عمل عزاؤه بدمشق في جمادى الأولى سنة تسع، قال: وصورة ذلك ما تواتر أن هولاكو لما بلغه كسر شوكة جيشه بعين جالوت وحمص، أحضر الناصر وأخاه وقال للترجمان: قل أنت زعمت البلاد ما فيها أحد وهم في طاعتك حتى غررت بي، فقال الناصر: هم في طاعتي لو كنت هناك، وما كان يشهر أحد سيفاً، أما من هو بتوريز كيف يحكم على الشام ؟ فرماه هولاكو بسهم أصابه فاستغاث، فقال أخوه: اسكت ولا تطلب من هذا الكلب عفوا، فقد حضرت، ثم رماه بسهم آخر أتلفه، وضربت عنق الظاهر وأتباعهما.